# Skálovka domácí
Skálovka domácí (Scotophaeus scutulatus) je druh pavouka z čeledi skálovkovití (Gnaphosidae).

## Popis
Skálovka domácí dosahuje velikosti 7 až 11 mm v případě samců a 8 až 16 mm v případě samic. Kráčivé končetiny jsou relativně krátké, ale tlusté. Zadeček částečně překrývá stopku, jíž se připojuje k hlavohrudi, což dává celému tělu kompaktní vzhled. Výrazným znakem skálovky domácí je přední pár válcovitých snovacích bradavek. Zbarvení těla je nicméně relativně fádní, v tmavých odstínech, bez vzorování a kreseb. Zadeček působí sametovým dojmem, u samců jej pokrývají stříbřité chloupky. Skálovka má osm očí ve dvou řadách.
Je podobná ostatním skálovkám rodu Scotophaeus, jako je skálovka čtyřskvrnná (S. quadripunctatus) nebo skálovka Blackwallova (S. blackwalli). Spolehlivé identifikace lze dosáhnout jenom na základě porovnání kopulačních orgánů.

## Biologie
Skálovka domácí je rozšířena v palearktické oblasti, v Česku žije roztroušeně na celém území. Je primárně druhem nižších a středních poloh, ve volné přírodě žije v doubravách a lužních lesích, často se ukrývá pod kůrou, v pařezech nebo pod kameny. S dospělci se lze setkat celoročně. Skálovky přivykly synantropním stanovištím, žijí na zahradách i uvnitř budov.
Skálovka domácí je aktivní hlavně v noci, přes den se ukrývá v pavučinovém zámotku. Jde o nesíťového lovce, kořist polapí pomocí svižného běhu a následně ji zabije a vysaje. Loví i nebezpečné druhy, jako jsou jiné druhy pavouků; v takovém případě kořist před zasazením jedovatého kousnutí spoutá pavučinovými vlákny. Klepítka skálovky mohou prorazit i kůži člověka, kousnutí však může způsobit pouze lokální reakci.